# Gorenja Žetina
Gorenja Žetina je naselje nad Poljansko dolino v Občini Gorenja vas - Poljane. Je izhodišče za pot na Blegoš, drugi najvišji vrh Škofjeloškega hribovja.